# Première épître de Pierre
La Première épître de Pierre est un livre du Nouveau Testament rédigé en grec.

## Auteur et datation
L'auteur est identifié dans l'incipit comme « Pierre, apôtre de Jésus-Christ » (1P, 1, 1). Contrairement à la tradition qui considère que la lettre est de l'apôtre Pierre, les exégètes modernes se montrent sceptiques sur le fait que Pierre, un pêcheur de la mer de Galilée, ait pu l'écrire. Sont en cause, entre autres arguments, le style cultivé de l'écriture grecque, (c'est ce que précise la Bible d'Osty : « La bonne qualité de la langue et du style interdit d'attribuer la rédaction à un enfant de la Galilée ») et le manque de détails personnels suggérant des contacts avec Jésus de Nazareth. Cependant, le texte indique (1P, 5, 12) que l'épître a été dictée à un secrétaire (amanuensis), Silvain ou Sylvain, qui a pu maîtriser le grec et formuler les pensées de l'auteur. 
La TOB précise que, selon les données de l'épître, l'auteur est Pierre apôtre de Jésus-Christ (1, 1), ancien témoin des souffrances du Christ (5,1), qui a écrit sa lettre par Sylvain (5, 12) en ayant à ses côtés  Marc son fils (5, 13). La seconde épître attribuée à Pierre lui donne la paternité de la première (II Pierre 3, 1). En outre, Irénée de Lyon (130-202), Tertullien (160-220) et Clément d'Alexandrie (150-221) ont attribué l'épître à Pierre. La TOB poursuit en donnant les arguments conduisant à mettre en doute cette attribution : 1. La qualité du grec est d'une trop grande qualité pour que l'épître puisse être attribuée à un pécheur de Galilée. 2. La  grande proximité de la théologie de l'épître avec celle de Paul paraît peu compatible avec l'opposition de ce dernier à Pierre. 3. Pierre ne révèle pas une connaissance directe du Jésus terrestre. 4. L'épître ferait allusion aux premières persécutions officielles généralisées situées aux alentours de 80-90. La TOB rapporte aussi les réponses aux arguments précédents : 1. Pierre pourrait avoir confié la rédaction à Sylvain dont il est question dans la lettre (5, 12). 2. Les rapprochements entre le contenu de l'épître et la théologie paulinienne pourraient s'expliquer par un fonds catéchétique commun de l'Église primitive. 3. L'épître reflète pourtant des paroles prononcées par Jésus (1, 8; 2, 2; 2, 12; 2, 23; 3, 9; 3, 14; 5, 3.). 4. Les allusions de l'épître aux persécutions sont vagues et fort éloignées de celles relatées dans l'Apocalypse. C'est pourquoi la TOB pense que l'on ne peut pas refuser définitivement à Pierre d'être l'auteur de l'épître, d'où alors une datation de cette dernière antérieure au martyre de Pierre  survenu entre 64 et 68. 
Quoi qu'il en soit, la plupart des exégètes contemporains estiment que le texte a été rédigé entre 70 et 90. Mais en cas d'une rédaction par Pierre, il pourrait dater des années 60-65.

## Contexte
L'épître, adressée aux communautés chrétiennes d'Asie Mineure, est écrite de « Babylone », terme dont les chercheurs estiment presque unanimement qu'il désigne en réalité Rome. Cette pseudonymie n'est pas évidente à corroborer avant 70, mais c'est néanmoins l'option la plus communément admise.

## Résumé
Le chapitre 1 parle du rôle auquel le Christ était préordonné, celui de Rédempteur.
Les chapitres 2 et 3 expliquent qu'il est la pierre angulaire de l'Église, que les croyants forment un sacerdoce royal (quelquefois appelé sacerdoce universel), une nation sainte (chapitre 2, 9-10) et que le Christ a prêché aux esprits en prison. 
Les chapitres 4 et 5 expliquent pourquoi l'Évangile est prêché aux morts et pourquoi les anciens doivent faire paître le troupeau.